# 杜正蔵
杜 正蔵（と せいぞう、生年不詳 - 613年）は、隋の文人・官僚。字は為善。本貫は京兆郡。

## 経歴
杜裕（字は慶延）の子として生まれた。学問を好み、文章を作るのを得意とした。開皇16年（596年）、秀才に挙げられた。ときに蘇威が選挙の監督にあたり、試験は賈誼『過秦論』・『尚書』湯誓・匠人箴・連理樹賦・几賦・弓銘が問われたが、問われるやいなや書き始め、その答案には修正の跡がなかった。ときに射策甲科及第として合奏されたが、曹司が難色を示して別奏したため、乙科及第に抑えられた。正蔵はひとたび訴えて取り下げたため、蘇威は怒って、丙科及第に改めた。正蔵は顕州行参軍に任じられ、下邑県正に転じた。大業年間、劉炫とともに学業に広く通じているとして、詔に応じて推挙された。ときに正蔵の弟の杜正儀が進士となり、杜正倫が秀才となり、兄弟3人がともに文章によって一時に宮中を訪れたため、これを栄誉とした。大業9年（613年）、正蔵は煬帝の高句麗遠征に従い、夫余道行軍長史をつとめた。帰還途中に涿郡で死去した。著書に『文軌』20巻があり、かれの碑・誄・銘・頌・詩・賦100篇あまりを収めた。当時に流行して高句麗や百済にも伝わり、『杜家新書』とも称された。

## 伝記資料
- 『隋書』巻76 列伝第41
- 『北史』巻26 列伝第14